# オズワルド・ザ・ラッキー・ラビット
オズワルド・ザ・ラッキー・ラビット（Oswald the Lucky Rabbit）は、1927年にウォルト・ディズニーとアブ・アイワークスによって生み出されたウサギのキャラクターである。
1928年に権利がユニバーサル・ピクチャーズの手に渡ったことから、ディズニーらは新たなキャラクターミッキーマウスを作った。約80年後の2006年、オズワルドの諸権利がユニバーサルからウォルト・ディズニー・カンパニーに返還された（詳細は後述）。

## 概要
ウォルト・ディズニーとアブ・アイワークスは、当初映画プロデューサーで配給業者でもあるチャールズ・ミンツ（Charles Mintz）の下で実写を織り交ぜたアニメーションシリーズ『アリス・コメディ（漫画の国のアリス）』を制作していたが、作中のキャラクター「ジュリアス・ザ・キャット」が漫画家オットー・メスマーの『フィリックス・ザ・キャット』の模倣であったため、作者からの抗議を受け、やがてシリーズの人気も下火になったことから、ミンツの指示で新しいアニメーションシリーズを企画しなければならなくなった。そこで2人は実写なしのフルアニメーションの制作に乗り出す。キャラクターを創造するにあたってウサギの案が浮上、また親しみの持てる丸みのある絵柄を追求していく中でオズワルドが誕生した。
ウォルトの尽力によって第2作目『トロリー・トラブルズ “Trolley troubles” 』から大ヒットし、全26作品が制作されたが1928年2月、配給先のユニバーサル・ピクチャーズと製作費に関する交渉を行った際、所有権がユニバーサル側にあることを突きつけられ交渉は決裂、さらにチャールズ・ミンツによる従業員引き抜き工作によってウォルトとアブは作品を放棄。オズワルドに関する全ての権利に加えて、有能なアニメーターを手離すこととなったが、スタジオを手中に守った事で、その後、世界で最も有名なネズミのキャラクター「ミッキーマウス」を作り上げる。
ウォルト撤退後はミンツの義理の関係であるジョージ・ウィンクラー（George Winkler）、さらに1929年からはウォルター・ランツ（Walter Lanz）によって製作が続けられたが、皮肉にも後にウォルトが制作したミッキーマウスシリーズに報復を受ける結果となり、ユニバーサル・ピクチャーズによるアニメ作品のヒットは、1939年にランツらによって製作された、アンディ・パンダシリーズまで待たねばならなかった。
2006年2月、ウォルト・ディズニー・カンパニーは傘下のABCのスポーツ実況アナウンサー・アル・マイケルズ（Al Michaels）のNBC移籍と引き替えに、NBCユニバーサルからウォルトが手がけた全26作品の奪還に成功。晴れてディズニーキャラクターに加えられる事となった。

## 沿革

### ウォルト・ディズニー時代

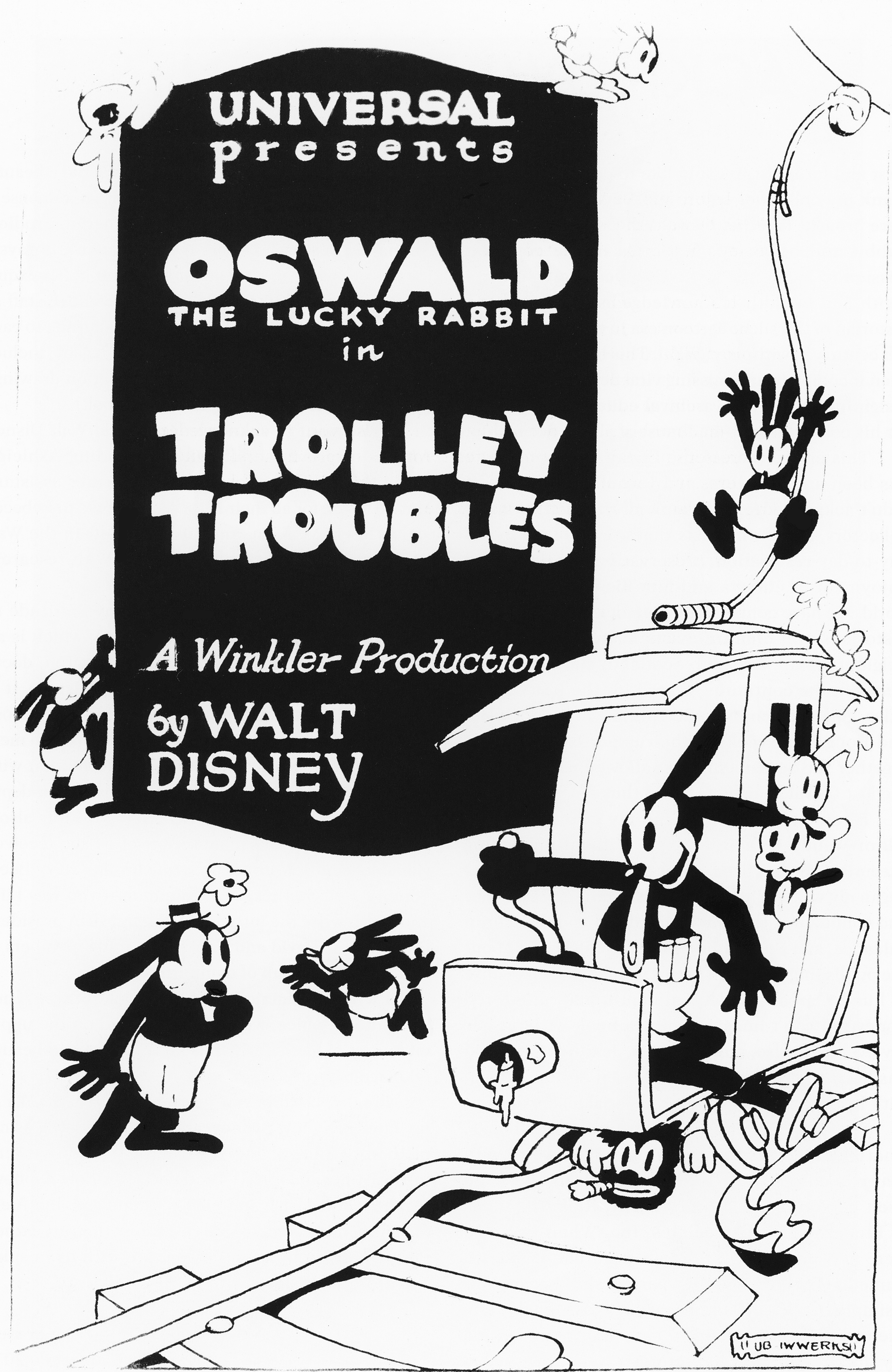
『トロリー・トラブルズ』公開当時のポスター

1927年から制作が開始され、全26作品がサイレントで作られた。第1作『かわいそうなパパ “Poor Papa”』は未公開に終わったが、第2作である『トロリー・トラブルズ “Trolley Troubles”』が公開されるや人気作品となり、ディズニーは資金を注ぎ込んで作品制作に励む。しかし配給側から支払われる金額は一向に上がっていかないため、1928年2月、ウォルトは結婚3周年記念のニューヨーク旅行を兼ねて、配給先ユニバーサル・ピクチャーズに製作費値上げ等、契約交渉に出向いたが、先方から返されたのはオズワルド等の版権はすべてチャールズ・ミンツとユニバーサル・ピクチャーズに所有権があるため、勝手な作品作りは認めることができない、加えて「さらに製作費を下げなければアニメーターを引き抜く」との答だった。挙句にミンツによって秘密裏に行われたディズニー・カンパニーからの従業員引き抜き工作によって3月に帰ったウォルトが目にしたのは、空席だらけのスタジオと、引き抜きを断ったアブ・アイワークスとその助手の2人のスタッフだった。その後3人は昼間には契約上8月までに製作しなければならない4本のオズワルド作品を制作する一方で、夜になると会社の再建をかけて密かに新たなネズミのキャラクター“ミッキーマウス”の制作に取り掛かった。
このオズワルドの苦い経験から、これ以降ウォルト・ディズニー・カンパニーでは「ミッキーマウス保護法」とも揶揄される非常に厳しい版権管理体制が敷かれることになる。
このときのオズワルドのデザインは全身が黒く、初期のミッキー（1938年までの「黒目デザイン」）の鼻を縮めたような丸顔で、ミッキーの耳を伸ばし足を大きくしたような姿をしている（手袋や靴は無く、衣装はハーフパンツや片吊りサスペンダー付きのズボンのみ）。作品全体では、ストーリーや細かいギャグのアイデア等、後年のミッキー作品のモチーフを多く見出すことが出来る。また、作中、アニメーションの文字を操って道具にして使うサイレント作品ならではの演出や、自分の耳や足・首その他、身体の各パーツは適宜取り外すなど、独自のユーモラスな描写も取り入れられている。

### ジョージ・ウィンクラー時代
1928年にウォルトの契約が切れると、ジョージ・ウィンクラーが製作の中心となり、ディズニー・カンパニーから引き抜いたアニメーターらで制作が継続された。1929年制作の『ヘン・フルーツ “Hen Fluit”』でオズワルド作品上はじめてのトーキーを実現させた。しかしユニバーサル・ピクチャーズ設立者であったカール・レムリはこのような制作体制は認めず、間もなくユニバーサル・ピクチャーズ直営の体制に変換させた。

### ウォルター・ランツ時代
1929年、カール・レムリからの指名を受けたウォルター・ランツはこれ以降のオズワルド作品の制作に携わった。しかし、オズワルドのキャラクターデザインは、当初のデザインをベースにしながらも変更が加えられた。表情を鮮明にする意図から頭を大きくして頭身が低くされ、「人間の子どもの立ち姿」のようなスタイルとなり、黒い楕円だった目には三角の「スリット」が入れられた。また衣装を身につけるようになり、普段の姿も「半ズボン、白手袋、靴」と、ミッキーマウスを意識したかのような姿となる。 さらに1935年以降は自然な形を重視するため、ステレオタイプな「ウサギのキャラクター」へと大幅に改変され、ウォルトやアブらが創作したオズワルドのキャラクター造形とは完全に異なる姿に移行する。結局、こうした改変が観客の不評をかったことや、ランツが自身のオリジナル・キャラクターである「ウッディ・ウッドペッカー」や「アンディ・パンダ」で人気を確立したこともあり、1943年を最後にオズワルド作品はついえることとなった。
1980年代頃、日本の宮城県仙台市のかばん店「東京屋カバン店」はウォルター・ランツと契約を結んだ上、1943年頃のデザインを使用したタイアップ商品「オズちゃんランドセル」を発売した。テレビCMも制作され、東日本を中心に放映された。その後も日本国内ではユニバーサル・スタジオ・ジャパンのキャラクターグッズ、クレーンゲーム（タイトー）の景品、キューブリックとして、1935年以前のウォルター・ランツ時代のデザイン（カラーはネイビーブルー）のオズワルドが商品化されていた。なお、USJのショップの壁に存在していたオズワルドはディズニー返還直後に別のキャラクターに変更された。

### ディズニー返還後の展開
2008年には「ウォルト・ディズニー・トレジャーズ」シリーズのひとつとしてDVD化され、初期短編のうち13作品が収録。その後は初期短編がディズニー・チャンネルで放送されることがある。
2010年から2012年にかけて開催された東京ディズニーランドの春季イベント「ディズニー・イースターワンダーランド」にオズワルドをデザインしたフロート車が登場した。2010年のゲームソフト『ディズニー エピックミッキー 〜ミッキーマウスと魔法の筆〜』ではミッキーマウスと初共演を果たし、続編の『ディズニー エピックミッキー2:二つの力』ではプレイヤーキャラクターのひとりとなっている。
2013年（日本では2014年）公開の『アナと雪の女王』と同時上映された『ミッキーのミニー救出大作戦』に数秒間ながら出演、返還後初のアニメーション作品への登場となった。
2014年4月2日から2015年3月31日まで、東京ディズニーシーのアメリカンウォーターフロント内にある、ケープコッドでキャラクターグリーティングを開催。全世界のディズニー・パークの中で初お目見えとなった。ディズニー・チャンネルの短編アニメーション『ミッキーマウス!』ではシーズン4（2017年）などでゲストキャラクターとして出演した。
2022年12月1日、ウォルト・ディズニー・アニメーション・スタジオはウォルト・ディズニー・カンパニーの創業100周年（1923年10月16日創業）を記念して、ディズニーとしては94年ぶりの新作となる『Oswald the Lucky Rabbit』を制作し、YouTubeに配信公開した。また、同月16日にはLVMHのブランドであるジバンシィとのコラボ商品を世界各国で発売することも発表した。
2023年6月15日、ディズニーは創業100周年記念事業の一環として、同社が制作したクラシック短編作品の修復を行っていることを発表。その中にオズワルド・ザ・ラッキー・ラビットシリーズの『トロリー・トラブルズ』や『オール・ウェット』も含まれていることを明らかにした。この2作品は同社傘下の定額制動画配信サービスであるDisney+にて、『トロリー・トラブルズ』の公開から96周年となる2023年9月5日に配信開始された。

## 作品
オズワルドの主演映画はディズニー時代に27本、ユニバーサル・ピクチャーズ時代に163本制作されている。

### ディズニー作品
| #  | 邦題                           | 原題                    | 公開日         | 備考 |
| -- | ------------------------------ | ----------------------- | -------------- | --- |
| 1  | トロリー・トラブルズ           | Trolley Troubles        | 1927年9月5日   | |
| 2  | オー、ティーチャー             | Oh Teacher              | 1927年9月19日  | |
| 3  | ザ・メカニカル・カウ           | The Mechanical Cow      | 1927年10月3日  | |
| 4  | グレイト・ガンズ               | Great Guns!             | 1927年10月17日 | |
| 5  | オール・ウェット               | All Wet                 | 1927年10月31日 | |
| 6  | ジ・オーシャン・ホップ         | The Ocean Hop           | 1927年11月14日 | |
| 7  | ―                              | The Banker's Daughter   | 1927年11月28日 | 現存しない。 |
| 8  | ―                              | Empty Sock              | 1927年12月11日 | 散逸していたが2015年にノルウェーで再発見された。                                                                        |
| 9  | ―                              | Rickety Gin             | 1927年12月26日 | 現存しない。 |
| 10 | ―                              | Harem Scarem            | 1928年1月9日   | 現存しない。 |
| 11 | ネックンネック                 | Neck 'n' Neck           | 1928年1月23日  | 散逸していたが2018年に短縮版の家庭映写機用フィルムが日本のアニメ史研究家、渡辺泰の所蔵品から発見された。                |
| 12 | ―                              | The Ol' Swimmin' Hole   | 1928年2月6日   | 散逸していたが2016年にベルギーで再発見された。                                                                          |
| 13 | アフリカ・ビフォア・ダーク     | Africa Before Dark      | 1928年2月20日  | 散逸していたが2013年にオーストリアで再発見された。                                                                      |
| 14 | ライバル・ロメオズ             | Rival Romeos            | 1928年3月5日   | |
| 15 | ブライト・ライツ               | Bright Lights           | 1928年3月19日  | |
| 16 | セイジブラッシュ・サディ       | Sagebrush Sadie         | 1928年4月1日   | 現存しない。 |
| 17 | ―                              | Ride 'Em Plowboy        | 1928年4月15日  | 現存しない。 |
| 18 | オジー・オブ・ザ・マウンテッド | Ozzie of the Mounted    | 1928年4月30日  | |
| 19 | ―                              | Hungry Hoboes           | 1928年5月14日  | 散逸していたが2011年にイギリスで再発見された。                                                                          |
| 20 | オー、ホワット・ア・ナイト     | Oh, What a Knight       | 1928年5月28日  | |
| 21 | かわいそうなパパ               | Poor Papa               | 1928年6月11日  | オズワルド出演作の中で最初に製作された。 散逸していたが2000年代に断片のフィルムが発見され、2015年に全編が再発見された。 |
| 22 | ザ・フォックス・チェイス       | The Fox Chase           | 1928年6月25日  | |
| 23 | トール・ティンバー             | Tall Timber             | 1928年7月9日   | |
| 24 | ―                              | Sleigh Bells            | 1928年7月23日  | 散逸していたが2015年にイギリスで再発見された。                                                                          |
| 25 | ―                              | High Up                 | 1928年8月6日   | 一時散逸していたが再発見された。                                                                                        |
| 26 | ―                              | Hot Dog                 | 1928年8月20日  | 現存しない。 |
| 27 | スカイ・スクラッパーズ         | Sky Scrappers           | 1928年9月3日   | |
| -  | ―                              | Oswald the Lucky Rabbit | 2022年12月1日  | インターネット上で公開。                                                                                                |

#### トロリー・トラブルズ（Trolley Troubles）
1927年に制作された第2作で、大ヒットした。オズワルドはトロリー（路面電車）の運転士として登場する。
線路の幅が変わるのに対しトロリーの車幅や台車がそれに応じて変化し、また牛が線路をふさいでいるのに対してトロリーがその下をくぐって前進するなど、初期のミッキー作品でも登場するユーモラスな動きが既に随所に表れている。

### ユニバーサル・ピクチャーズ作品
| #  | 邦題 | 原題              | 公開日         | 備考                                                           |
| -- | ---- | ----------------- | -------------- | -------------------------------------------------------------- |
| 28 | -    | Mississippi Mud   | 1928年9月17日  | 現存しない。                                                   |
| 29 | -    | Panicky Pancakes  | 1928年10月1日  | 現存しない。                                                   |
| 30 | -    | Fiery Firemen     | 1928年10月15日 |                                                                |
| 31 | -    | Rocks and Socks   | 1928年11月12日 | 現存しない。                                                   |
| 32 | -    | South Pole Flight | 1928年11月26日 | 現存しない。                                                   |
| 33 | -    | Bull-Oney         | 1928年11月28日 | 現存しない。                                                   |
| 34 | -    | A Horse Tale      | 1928年12月10日 | 現存しない。                                                   |
| 35 | -    | Farmyard Follies  | 1928年12月24日 | 不完全な形で現存。                                             |
| 36 | -    | Homeless Homer    | 1929年1月7日   |                                                                |
| 37 | -    | Yanky Clippers    | 1929年1月21日  |                                                                |
| 38 | -    | Hen Fruit         | 1929年2月4日   | オズワルド作品で初めてサウンドがついた。 現存しない。          |
| 39 | -    | Sick Cylinders    | 1929年2月18日  | サウンドのない状態で現存。                                     |
| 40 | -    | Hold 'Em Ozzie    | 1929年3月4日   | 散逸していたが、2016年にサウンドのない状態のものが発見された。 |
| 41 | -    | The Suicide Sheik | 1929年3月18日  | 現存しない。                                                   |
| 42 | -    | Alpine Antics     | 1929年4月1日   | サウンドのない状態で現存。                                     |
| 43 | -    | The Lumberjack    | 1929年4月15日  | サウンドのない短縮版が現存。                                   |

## 担当声優
英語版
- フランク・ウェルカー - ゲーム『ディズニー エピックミッキー 〜ミッキーマウスと魔法の筆〜』『ディズニー エピックミッキー2:二つの力』
- デヴィッド・エリゴ・Jr. - ゲーム『ディズニー スピードストーム』

日本語版
- 河本邦弘 - ゲーム『ディズニー エピックミッキー2:二つの力』
- 野沢雅子 - テレビCM『オズちゃんランドセル』（東京屋カバン店）